# Märsta

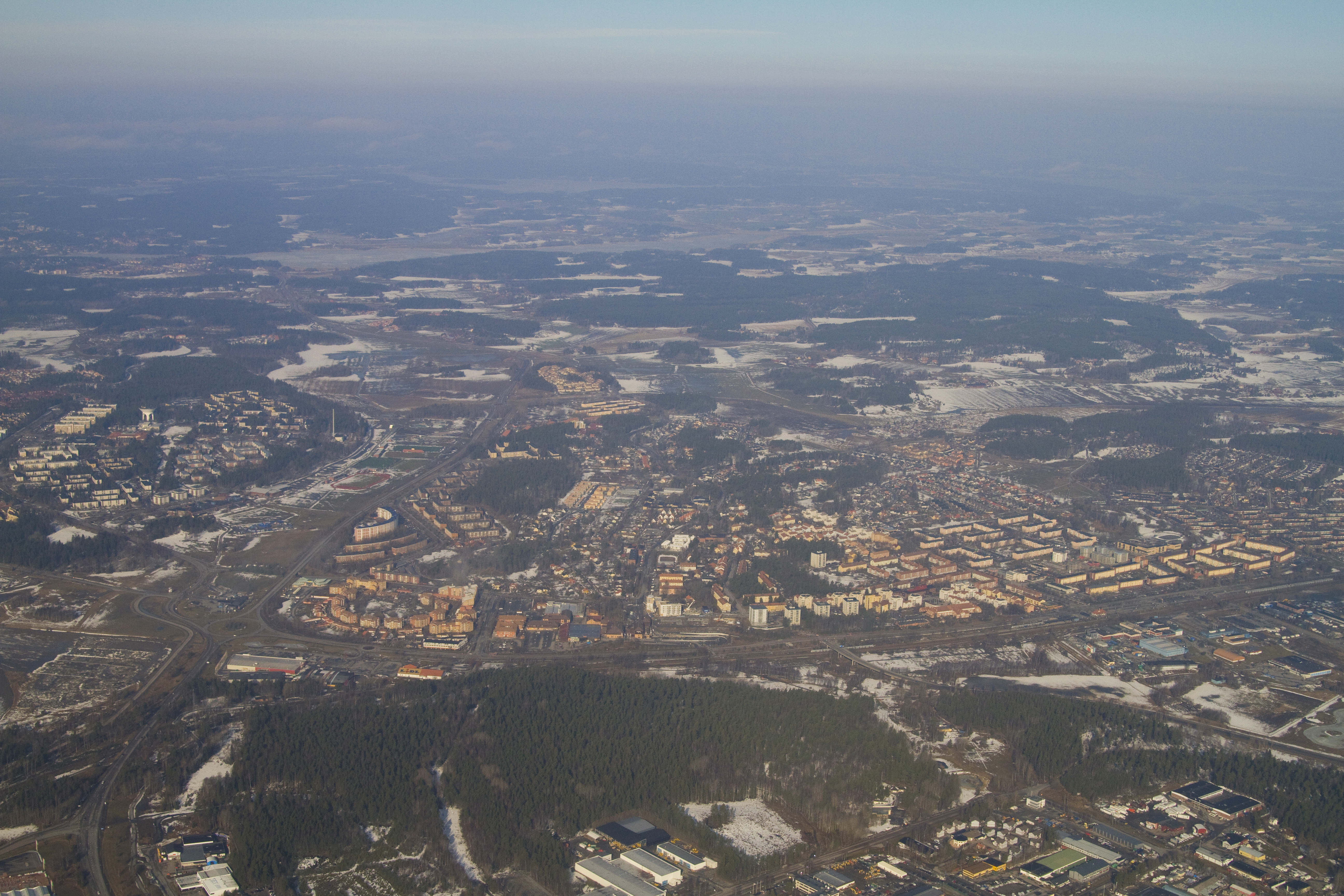
Zdjęcie lotnicze Märsty

Märsta – miejscowość (tätort) w Szwecji, w regionie administracyjnym (län) Sztokholm. Siedziba władz (centralort) gminy Sigtuna.
W 2015 roku Märsta liczyła 27 034 mieszkańców.

## Położenie
Miejscowość jest położona w prowincji historycznej (landskap) Uppland, przy drodze E4 ok. 37 km na północ od Sztokholmu w kierunku Uppsali. Około 4 km na wschód od Märsty znajduje się międzynarodowy port lotniczy Sztokholm-Arlanda. Märsta jest stacją końcową linii J36 sztokholmskiego Pendeltågu.

## Demografia
Liczba ludności tätortu Märsta w latach 1960–2015: